# Meliobba shafferyi
Meliobba shafferyi är en snäckart som beskrevs av Tom Iredale 1940. Meliobba shafferyi ingår i släktet Meliobba och familjen Camaenidae. IUCN kategoriserar arten globalt som nära hotad. Inga underarter finns listade i Catalogue of Life.